# Žernov (Náchodi járás)
Žernov település Csehországban, Náchodi járásban. Žernov Vestec, Studnice, Červená Hora, Lhota pod Hořičkami, Česká Skalice és Slatina nad Úpou településekkel határos. Lakosainak száma 317 fő (2024. január 1.).

## Népesség
A település lakosságának változását az alábbi diagram mutatja:
| Lakosok száma | 708  | 655  | 435  | 318  | 228  | 209  | 260  | 275  | 283  | 317  |
|               | 1869 | 1890 | 1921 | 1950 | 1980 | 2001 | 2017 | 2019 | 2022 | 2024 |